# Kalasavalli, Sagar
Kalasavalli là một làng thuộc tehsil Sagar, huyện Shimoga, bang Karnataka, Ấn Độ.